# Phaeoblemma
Phaeoblemma is een geslacht van vlinders van de familie spinneruilen (Erebidae), uit de onderfamilie Calpinae.

## Soorten
- P. albipuncta Hampson, 1926
- P. contracta Walker, 1865
- P. dares Stoll, 1780
- P. undina Felder, 1874